# Silvercyanid
Silvercyanid (äldre namn cyansilver), bildas genom fällning av en vattenlösning av silvernitrat med kaliumcyanid. Den är vit och ostliknande liksom silverklorid, men färgas ej så lätt i ljus som denna. Fällningen löser sig i överskott av cyanidjon under bildning av dubbelsaltet kaliumsilvercyanid, som  kan användas vid försilvring på galvanisk väg.